# Гръцка кухня
Гръцката кухня е кухнята на Гърция и гръцката диаспора. Подобно на много други средиземноморски кухни, гръцката кухня се основава на триадата пшеница, зехтин и вино. Широко се използват зеленчуци, зехтин, зърнени храни, риба и месо, включително свинско, птиче, телешко и говеждо, агнешко, заешко и козе. Сред другите важни съставки са макаронени изделия (например hilopites), сирена, билки, лимонов сок, маслини, и кисело мляко. Пшеничният хляб е широко разпространен; използват се и други зърнени култури, особено ечемик. Съставките на десертите обичайно включват ядки, мед, плодове, сусам и кори за баница. Съвременната гръцка кухня продължава традициите от древногръцката и византийската кухня като същевременно включва азиатски, турски, балкански и италиански влияния.

## История
Гръцката кухня е част от културата на Гърция и исторически записи за нея са запазени в изображения и текстове от древни времена. Влиянието ѝ се разпространява в Древен Рим, а след това в цяла Европа и извън нея.
Древногръцката кухня се характеризира със своята пестеливост и се основава на „средиземноморската триада“: пшеница, зехтин и вино, като месо се яде рядко, по-често срещана е рибата. Тази тенденция в гръцката диета се прехвърля в Кипър и се променя сравнително отскоро, когато технологичният прогрес прави месото по-достъпно. Виното и зехтинът винаги са били централна част от гръцката кухня и разпространението на гроздето и маслиновите дървета в Средиземноморието и отвъд е свързано с гръцката колонизация.
Византийската кухня е подобна на древногръцката, но включва нови съставки като хайвер, индийско орехче и босилек. Лимоните, известни в гръцката кухня и въведени през II век, са били използвани като лекарство, преди да бъдат включени в хранителната диета. Рибата продължава да бъде неразделна част от диетата на крайбрежните жители. Кулинарните съвети са повлияни от хуморалната теория, изложена за първи път от древногръцкия лекар Гален. Византийската кухня се възползва от позицията на Константинопол като световен център на търговията с подправки.

## Общ преглед
Най-характерният и древен елемент на гръцката кухня е зехтинът, който се използва в повечето ястия. Произвежда се от маслинови дървета, широко разпространени в целия регион, и допринася за отличителния вкус на гръцката храна. Много се консумират и маслини. Основното зърно в Гърция е пшеницата, но се отглежда и ечемик. Важни зеленчуци включват домати, патладжани, картофи, зелен фасул, бамя, зелени чушки и лук. Медът в Гърция се произвежда предимно от нектара на овощни, вкл. цитрусови дървета: лимон, портокал, горчив портокал, мед от мащерка и бор. Мастикс, ароматна растителна смола с цвят на слонова кост, се отглежда на остров Хиос в Егейско море.
Гръцката кухня използва някои подправки по-често, отколкото останалитесредиземноморски кухни, а именно риган, мента, чесън, лук, копър, кимион и лаврови листа. Други обичайни билки и подправки включват босилек, мащерка и семена от копър. Магданозът се използва и като гарнитура към някои ястия. Много гръцки рецепти, особено в северните части на страната, използват „сладки“ подправки в комбинация с месо, например канела, бахар и карамфил в яхнии.
Климатът и теренът благоприятстват отглеждането предимно на кози и овце пред едрия рогат добитък, поради което ястията с говеждо месо са необичайни. Рибните ястия са често срещани в крайбрежните райони и на островите. В гръцката кухня се използват голямо разнообразие от видове сирена, включително фета, касери, кефалотири, гравиера, антотирос, манури, мецовоне, ладотири (сирене със зехтин), калатаки (специалитет от остров Лимнос), катики домокоу (кремообразно сирене, подходящо за мазане), мизитра и много други.
Храненето в заведение е обичайно в Гърция. Таверните и estiatorio са широко разпространени и предлагат домашна кухня на достъпни цени както за местните, така и за туристите. Местните все още ядат предимно гръцка кухня.
Популярните улични храни включват сувлаки, гироси, различни пити и печена царевица.
Бързото хранене става популярно през 70-те години на ХХ век, като някои вериги, като Goody's и Макдоналдс сервират интернационална храна като хамбургери, а други сервират гръцки храни като сувлаки, гирос, тиропита и спанакопита.